# Ipomoea tarijensis
Ipomoea tarijensis är en vindeväxtart som beskrevs av O'donell. Ipomoea tarijensis ingår i släktet praktvindor, och familjen vindeväxter. Inga underarter finns listade i Catalogue of Life.